# Henning Hansen

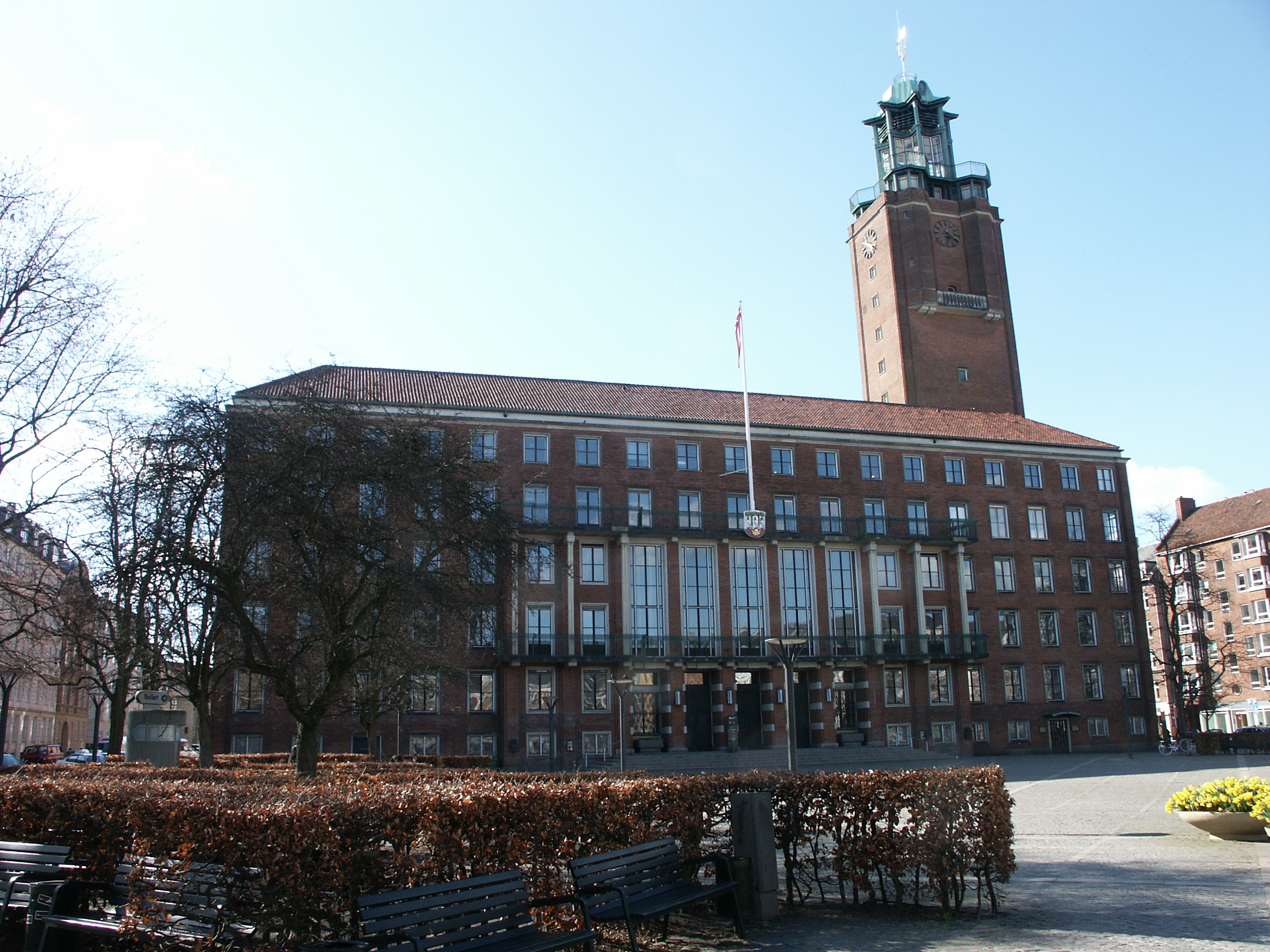
Frederiksbergs rådhus.

Johannes Henning Hansen, född 18 juli 1880 i Odense, död 8 augusti 1945 i Köpenhamn, var en dansk arkitekt. Han var far till Hans Henning Hansen.
Hansen utexaminerades från Det Kongelige Danske Kunstakademi 1907. År 1909 vann han akademiens lilla guldmedalj och fick ett stipendium. Av hans arbeten kan nämnas Danmarks byggnad på Baltiska utställningen i Malmö 1914, för vilket han 1915 tilldelades Eckersbergmedaljen, tillbyggnaden till KFUM:s byggnad på Gothersgade samt flera lanthus, och tillsammans med Louis Hygom A/S Borgerbos egendomar på Amager. Sistnämnda arbete fick kommunens premie. Av senare arbeten kan nämnas Köpenhamns kommuns bebyggelse vid Stadens Vænge och Vigerslev Allé och Vibekevang vid Jagtvejen. Han var den ursprunglige arkitekten till Frederiksbergs rådhus, vilket började uppföras 1942, men färdigställdes först efter krigsslutet under ledning av andra arkitekter. Han var även arkitekt för Trinitatis Kirke och Hellig Kors Kirke.
Åren 1911–1918 var Hansen assistent vid Kunstakademiets arkitekturskola under Martin Nyrop, blev 1917 medlem av akademiens plenarförsamling, var ordförande för Akademisk Arkitektforening 1919–1922 och borgerrepresentant från 1921.

## Utmärkelser
- Riddare av Dannebrogorden,  1914[2]
- Eckersbergmedaljen,  1915[6]
- Dannebrogsmännens hederstecken,  1930[2]
- Emil Bissen-priset,  1931[6]
- Lasenius Krampmedaljen,  1940[6]

[Redigera Wikidata]